# لی هیونگ چول
لی هیونگ چول (کره‌ای: 이형철؛ زادهٔ ۱۹ فوریه ۱۹۷۱) بازیگر اهل کره جنوبی است. او بیشتر به خاطر ایفای نقش در مجموعه‌های تلویزیونی از جمله پاستا (۲۰۱۰) و گل ملکه (۲۰۱۵) شناخته می‌شود. در سال ۲۰۰۸، او در تئاتر موزیکال بانوی زیبای من بازی کرد.

## فیلم‌شناسی
گزیده فیلم‌شناسی
- پاستا (۲۰۱۰)، در نقش گوم سوک هو
- جانگ اوک‌جونگ، زندگی برای عشق (۲۰۱۳)، در نقش شاهزاده بوک‌سون
- گل ملکه (۲۰۱۵)، در نقش سو این چول
- آخرین عشق (۲۰۱۶)، در نقش پارک چون سو
- اکس‌او کیتی (۲۰۲۳)، در نقش آقای هان